# Garamvölgyi Adrien
Garamvölgyi Adrien (1947. január 1. – 2021.) magyar manöken, modell, fotómodell.

## Élete
Az 1960–70-es évek sztármanökenje. Garamvölgyi Adrien az elsők között dolgozott manökenként Magyarországon, amikor még csekély számú modell volt elfogadott.
Esztergomban érettségizett. Innen került a Budapesten lévő Budapest Divatszalonba, ahol felfigyeltek rá. Ettől kezdődően folyamatosan kapta a felkéréseket, mutatott be ruhákat, nagybemutatókon is és külföldön is. Az MTVA őrzi például a Vadászati Világkiállításon készült divatbemutató képeit. A Magyar Divatintézethez 1966-ban került, itt kezdte pályafutását.
A Hungarotexnek is folyamatosan dolgozott.
A  bemutatók mellett fotómodellként is rendszeresen foglalkoztatták, megjelentek a képei címlapon is, például az Ez a Divat című magazinban, többek között az Ország-világban, Képes Újság-ban.
1980-ig volt manöken.

## Fotósai voltak
többek között: Tóth József, Lengyel Miklós, Módos Gábor, Bara István és Martin Gábor fotóművészek.